# Dejodinaza
Dejodinaza (jodid peroksidaza, monodejodinaza) je peroksidazni enzim koji učestvuje u aktivaciji ili deaktivaciji tiroidnih hormona. Generalno, T4 (tiroksin) se konvertuje u T3 (trijodotironin) posredstvom enzima dejodinaze u ciljnim ćelijama.
Tipovi dejodinaza su:
| familija               | prostetička grupa | geni |
| ---------------------- | ----------------- | ---- |
| Jodotironin dejodinaza | selenijum         |      |
| Jodotirozin dejodinaza | flavin            |      |

Pri gladovanju, dejodinaza je inhibirana i time se snižava nivo metabolizma. Međutim, u mozgu to noje slučaj.

## Literatura
- Nicholas C. Price; Lewis Stevens (1999). Fundamentals of Enzymology: The Cell and Molecular Biology of Catalytic Proteins (Third изд.). USA: Oxford University Press. ISBN 019850229X.
- Eric J. Toone (2006). Advances in Enzymology and Related Areas of Molecular Biology, Protein Evolution (Volume 75 изд.). Wiley-Interscience. ISBN 0471205036.
- Branden C; Tooze J. Introduction to Protein Structure. New York, NY: Garland Publishing. ISBN 0-8153-2305-0.
- Irwin H. Segel. Enzyme Kinetics: Behavior and Analysis of Rapid Equilibrium and Steady-State Enzyme Systems (Book 44 изд.). Wiley Classics Library. ISBN 0471303097.

## Spoljašnje veze
- Deiodinase на 